# كلارك روس
كلارك روس هو ملحن كندي، ولد في 27 مارس 1957 في ماراكايبو في فنزويلا.

## وصلات خارجية
- كلارك روس على موقع ميوزك برينز (الإنجليزية)
- كلارك روس على موقع قاعدة بيانات برودواي على الإنترنت (الإنجليزية)